# كارول أولشيفسكي
كارول ستانيسواف أولشيفسكي (بالبولونية: Karol Stanisław Olszewski) هو عالم كيمياء وفيزياء ورياضيات بولوني، عاش في الفترة ما بين 29 كانون الثاني/يناير 1846 و24 آذار/مارس 1915.

## حياته
درس كارول أولشيفسكي الثانوية العامة في تارنوف، ثم انتقل إلى كراكوف ليدرس في جامعة ياغيلونيا، وذلك في قسم الرياضيات والفيزياء والكيمياء وعلم الأحياء، حيث كان يجري تجاربه على غاز ثنائي أكسيد الكربون.
بعد ذلك انتقل إلى جامعة هايدلبرغ لإكمال رسالة الدكتوراة.

## أعماله
تمكن كارول أولشيفسكي سنة 1883 مع زميله زيغمونت فروبليفسكي ولأول مرة من إسالة غازات الأكسجين والنتروجين وثنائي أكسيد الكربون.
كما تمكن أولشيفسكي سنة 1884 من إسالة الهيدروجين، وفي السنة التالية تمكن من تسييل الآرغون، إلا أنه أخفق في إسالة الهيليوم المكتشف حديثاً آنذاك.
عندما سمع أولشيفسكي بإنجاز فيلهلم كونراد رونتغن فيما يخص الأشعة السينية، قام بتكرار التجربة بعده بعدة أيام، ليكون أول من قام بذلك في بولونيا، وليؤسس قسم الأشعة في جامعة كراكوف.